# Red Sea (Warhorse)
| Recensione | Giudizio |
| ---------- | -------- |
| AllMusic   |          |

Red Sea è il secondo (e ultimo) album del gruppo musicale britannico Warhorse, pubblicato dall'etichetta discografica Vertigo Records nel marzo del 1972.

## Tracce

### LP
Lato A
Testi e musiche di Warhorse.
1. Red Sea – 4:17
2. Back in Time – 7:50
3. Confident But Wrong – 4:44
4. Feeling Better – 5:31

Lato B
Testi e musiche di Warhorse, eccetto dove indicato.
1. Sybilla – 5:31
2. Mouthpiece – 8:03
3. I (Who Have Nothing) – 5:03 (testo: Mogol; adattamento in lingua inglese di Jerry Leiber e Mike Stoller – musica: Carlo Donida)

## Formazione
- Ashley Holt – voce solista
- Peter Parks – chitarra solista
- Frank Wilson – organo, pianoforte
- Nick Simper – basso
- Mac Poole – batteria

Note aggiuntive
- Ian Kimmet e Warhorse – produttori
- Ian Kimmet – note interno copertina album originale
- Registrazioni effettuate al "De Lane Lea Studios", Londra (Inghilterra)
- Dave Stock – ingegnere delle registrazioni
- Rick Breach – design copertina album originale [3]